# Roberta D'Agostina
Roberta D'Agostina (Tolmezzo, 17 agosto 1991) è un'ex saltatrice con gli sci italiana.

## Biografia
Originaria di Tarvisio, Roberta D'Agostina debuttò in ambito internazionale nel salto con gli sci nel 2003 a Bischofshofen, arrivando 35ª in una gara valida per il circuito FIS Race. Il 19 gennaio 2005 partecipò per la prima volta alla Coppa Continentale (all'epoca massimo circuito di gara femminile) nella tappa di Dobbiaco. Di lì a poco vinse il bronzo ai campionati italiani, alle spalle di Lisa Demetz e Elena Runggaldier; l'anno dopo si piazzò quinta ai mondiali juniores di Kranj e poi vinse il suo primo (e unico) titolo nazionale.
Nel 2007 ottenne il suo miglior piazzamento di sempre in Coppa Continentale, terminando al settimo posto la tappa di Schonach im Schwarzwald; si piazzò poi 25ª ai mondiali juniores di Tarvisio. Prese parte a due edizioni dei campionati mondiali: Oslo 2011 (concludendo al 27º posto) e Val di Fiemme 2013 (terminando 31ª).
A seguito dell'istituzione anche in ambito femminile della Coppa del Mondo di salto con gli sci, la D'Agostina fece parte della nazionale italiana per le edizioni 2011-2012, 2012-2013 e 2013-2014.
Ha interrotto la sua carriera nel gennaio del 2014, dopo aver scoperto di essere incinta. Il figlio, avuto dal suo compagno Fréderic Zoz (tecnico della squadra nazionale francese di salto), è poi venuto alla luce nel settembre successivo.
Rientrata nelle competizioni ai primi del 2016, nel mese di marzo si piazza 22^ e 14^ nella doppia tappa di FIS Cup di Harrachov. Indi, pur non avendo mai annunciato ufficialmente il ritiro, dal 2017 non ha più preso parte ad alcuna competizione.

## Palmarès

### Coppa del Mondo
- Miglior piazzamento in classifica generale: 42ª nel 2013

### Campionati italiani
- 1 oro: 2006 (trampolino normale)
- 3 argenti: 2009, 2010, 2011 (trampolino normale)
- 2 bronzi: 2005, 2012 (trampolino normale)